# Collection (album, Michael Jackson)
Collection je kompilační pěti CD album nahrávek Michaela Jacksona vydaný 21. července 2009.

## Seznam skladeb

### Disk 1 (Off The Wall)
1. Don't Stop 'Til You Get Enough (Single Version) (6:04)
2. Rock With You (Single Version) (3:39)
3. Workin' Day And Night (5:13)
4. Get On The Floor (4:38)
5. Off The Wall (4:05)
6. Girlfriend (3:04)
7. She's Out Of My Life (Single Version) (3:37)
8. I Can't Help It (4:28)
9. It's The Falling In Love (3:47)
10. Burn This Disco Out (3:40)
11. Quincy Jones Interview #1 (0:37)
12. Voice-Over Intro "Don't Stop 'Til You Get Enough (Original Demo From 1978)" Quincy Jones (0:13)
13. Don't Stop 'Til You Get Enough (Original Demo From 1978) (4:48)
14. Quincy Jones Interview #2 (0:30)
15. Voice-Over Intro "Workin' Day And Night (Original Demo From 1978)" Quincy Jones (0"10)
16. Workin' Day And Night (Original Demo From 1978) (4:19)
17. Quincy Jones Interview #3 (0:48)
18. Rod Temperton Interview (4:57)
19. Quincy Jones Interview #4 (1:32)

### Disk 2 (Thriller)
1. Wanna Be Startin' Somethin' (6:03)
2. Baby Be Mine (4:20)
3. Girl Is Mine (3:42)
4. Thriller (5:57)
5. Beat It (Single Version) (4:18)
6. Billie Jean (Single Version) (4:54)
7. Human Nature (4:06)
8. P.Y.T. (Pretty Young Thing) (3:59)
9. Lady In My Life (5:00)

### Disk 3 (Bad)
1. Bad (4:07)
2. Way You Make Me Feel (4:57)
3. Speed Demon (4:01)
4. Liberian Girl (3:52)
5. Just Good Friends (4:05)
6. Another Part Of Me (Single Version) (3:53)
7. Man In The Mirror (5:19)
8. I Just Can't Stop Loving You (4:11)
9. Dirty Diane (4:40)
10. Smooth Criminal (Radio Edit) (4:16)
11. Leave Me Alone (4:38)
12. Quincy Jones Interview #1 (4:03)
13. Streetwalker (5:49)
14. Quincy Jones Interview #2 (2:53)
15. Todo Mi Amor Eres Tu (I Just Can't Stop Loving You) (4:05)
16. Quincy Jones Interview #3 (2:30)
17. Voice-Over Intro "Fly Away" Quincy Jones (0:08)
18. Flay Away (3:26)

### Disk 4 (Dangerous)
1. Jam (5:38)
2. Why You Wanna Trip On Me (5:23)
3. In The Closet (6:30)
4. She Drives Me Wild (3:39)
5. Remember The Time (3:59)
6. Can't Let Her Get Away (4:58)
7. Heal The World (6:24)
8. Black Or White
9. Who Is It (6:33)
10. Give In To Me (5:28)
11. Will You Be There (7:40)
12. Keep The Faith (5:56)
13. Gone Too Soon (3:21)
14. Dangerous (6:57)

### Disk 5 (Invincible)
1. Unbreakable (6:25)
2. Heartbreaker (5:09)
3. Invincible (4:45)
4. Break Of Dawn (5:31)
5. Heaven Can Wait (4:48)
6. You Rock My World (Edit) (5:37)
7. Butterflies (4:39)
8. Speechless (3:18)
9. 2000 Watts (4:24)
10. You Are My Life (4:33)
11. Privacy (5:04)
12. Don't Walk Away (4:24)
13. Cry (5:00)
14. Lost Children (3:59)
15. Whatever Happens (4:55)
16. Threatened (4:19)